# 6e étape du Tour de France 2010
Pour un article plus général, voir Tour de France 2010.
La 6e étape du Tour de France 2010 s'est déroulée le vendredi 9 juillet 2010 entre Montargis et Gueugnon sur 227,5 km, soit la plus longue étape de cette 97e édition. Elle a vu la victoire au sprint pour la deuxième fois consécutive du coureur de la Team HTC-Columbia Mark Cavendish. Au classement général, Fabian Cancellara conserve son maillot jaune à l'issue de cette étape.

## Profil de l'étape
L'étape débute place du Pâtis à Montargis avant de passer à Châtillon-Coligny puis d'enter dans l'Yonne par Rogny-les-Sept-Écluses rejoignant ensuite Bléneau et  Saint-Fargeau (lieu du premier sprint de l'étape).
Le Tour entre ensuite dans la Nièvre par Saint-Amand-en-Puisaye, avant d'attaquer la première côte de l'étape : la côte de Bouhy de niveau 4 à 349 mètres d'altitude. Puis, peu après, entre Entrains-sur-Nohain et Varzy, la seconde côte sera celle de La Chapelle-Saint-André de niveau 4 à 305 mètres d'altitude. Le peloton passe ensuite à Brinon-sur-Beuvron (où se trouve le point ravitaillement), Saint-Saulge, Châtillon-en-Bazois, Moulins-Engilbert (où se trouve le second sprint de l'étape) et Saint-Honoré-les-Bains juste avant la troisième côte de l'étape, celle des Montatons de niveau 4 à 325 mètres d'altitude, et enfin Luzy (lieu du dernier sprint de l'étape).
Le Tour entre ensuite en Saône-et-Loire et le peloton attaque la dernière côte de l'étape : la côte de la Croix-de-l'Arbre de niveau 4 à 418 mètres d'altitude. Le peloton passe ensuite à Toulon-sur-Arroux avant d'arriver à Gueugnon qui est pour la première fois une ville d'arrivée du Tour de France. La ligne d'arrivée à Gueugnon se situe sur le quai de l'Europe.

## La course
La course a été marquée par une longue échappée de Sebastian Lang, Rubén Pérez Moreno et Mathieu Perget, partis dès le premier kilomètres. Leur avance se stabilise aux alentours de 6 minutes 40 secondes sous un soleil de plomb. Alors que l'échappée est lentement rattrapée, Dimitri Champion s'échappe à son tour au pied de la dernière côte de l'étape, suivi par Anthony Charteau. Ils rejoignent les trois coureurs en tête. L'échappée est ensuite rattrapée à 10 kilomètres de l'arrivée. La course est remportée au sprint par le Britannique Mark Cavendish en 5 h 37 min 42 s. Par ailleurs, Robbie McEwen a été victime d'une chute après l'arrivée. Souffrant du dos, il a été dirigé vers l'hôpital.

## Sprints intermédiaires
| 1er | Sebastian Lang     | 6 pts. |
| 2e  | Rubén Pérez Moreno | 4 pts. |
| 3e  | Mathieu Perget     | 2 pts. |

| 1er | Sebastian Lang     | 6 pts. |
| 2e  | Mathieu Perget     | 4 pts. |
| 3e  | Rubén Pérez Moreno | 2 pts. |

| - 3. Sprint intermédiaire de Luzy (kilomètre 195,5) \| 1er \| Rubén Pérez Moreno \| 6 pts. \| \| 2e \| Sebastian Lang \| 4 pts. \| \| 3e \| Mathieu Perget \| 2 pts. \| |                    |        |
| 1er | Rubén Pérez Moreno | 6 pts. |
| 2e | Sebastian Lang     | 4 pts. |
| 3e | Mathieu Perget     | 2 pts. |

## Côtes
| 1er | Mathieu Perget     | 3 pts |
| 2e  | Sebastian Lang     | 2 pts |
| 3e  | Rubén Pérez Moreno | 1 pt  |

| 1er | Mathieu Perget     | 3 pts |
| 2e  | Rubén Pérez Moreno | 2 pts |
| 3e  | Sebastian Lang     | 1 pt  |

| 1er | Mathieu Perget     | 3 pts |
| 2e  | Sebastian Lang     | 2 pts |
| 3e  | Rubén Pérez Moreno | 1 pt  |

| 1er | Mathieu Perget   | 3 pts |
| 2e  | Sebastian Lang   | 2 pts |
| 3e  | Dimitri Champion | 1 pt  |

## Classement de l'étape
| Classement de la 6e étape | Classement de la 6e étape | Classement de la 6e étape | Classement de la 6e étape | Classement de la 6e étape |
|                           | Coureur                   | Pays                      | Équipe                    | Temps                     |
| ------------------------- | ------------------------- | ------------------------- | ------------------------- | ------------------------- |
| 1er                       | Mark Cavendish            | GBR                       | Team HTC-Columbia         | en 5 h 37 min 42 s        |
| 2e                        | Tyler Farrar              | USA                       | Garmin-Transitions        | m.t.                      |
| 3e                        | Alessandro Petacchi       | ITA                       | Lampre-Farnese            | m.t.                      |
| 4e                        | Robbie McEwen             | AUS                       | Team Katusha              | m.t.                      |
| 5e                        | Gerald Ciolek             | GER                       | Team Milram               | m.t.                      |
| 6e                        | Sébastien Turgot          | FRA                       | BBox Bouygues Telecom     | m.t.                      |
| 7e                        | José Joaquín Rojas        | ESP                       | Caisse d'Épargne          | m.t.                      |
| 8e                        | Edvald Boasson Hagen      | NOR                       | Team Sky                  | m.t.                      |
| 9e                        | Robert Hunter             | RSA                       | Garmin-Transitions        | m.t.                      |
| 10e                       | Thor Hushovd              | NOR                       | Cervélo TestTeam          | m.t.                      |
| modifier                  |                           |                           |                           |                           |

## Classement général
| Classement général à la 6e étape | Classement général à la 6e étape | Classement général à la 6e étape | Classement général à la 6e étape | Classement général à la 6e étape |
|                                  | Coureur                          | Pays                             | Équipe                           | Temps                            |
| -------------------------------- | -------------------------------- | -------------------------------- | -------------------------------- | -------------------------------- |
| 1er                              | Fabian Cancellara                | SUI                              | Team Saxo Bank                   | en 28 h 37 min 30 s              |
| 2e                               | Geraint Thomas                   | GBR                              | Team Sky                         | + 23 s                           |
| 3e                               | Cadel Evans                      | AUS                              | BMC Racing                       | + 39 s                           |
| 4e                               | Ryder Hesjedal                   | CAN                              | Garmin-Transitions               | + 46 s                           |
| 5e                               | Sylvain Chavanel                 | FRA                              | Quick Step                       | + 1 min 1 s                      |
| 6e                               | Andy Schleck                     | LUX                              | Team Saxo Bank                   | + 1 min 9 s                      |
| 7e                               | Thor Hushovd                     | NOR                              | Cervélo TestTeam                 | + 1 min 19 s                     |
| 8e                               | Alexandre Vinokourov             | KAZ                              | Astana                           | + 1 min 31 s                     |
| 9e                               | Alberto Contador                 | ESP                              | Astana                           | + 1 min 40 s                     |
| 10e                              | Jurgen Van den Broeck            | BEL                              | Omega Pharma-Lotto               | + 1 min 42 s                     |
| modifier                         |                                  |                                  |                                  |                                  |

## Classements annexes

### Classement par points
| Classement par points | Classement par points | Classement par points | Classement par points | Classement par points |
| --------------------- | --------------------- | --------------------- | --------------------- | --------------------- |
|                       | Coureur               | Pays                  | Équipe                | Point(s)              |
| 1er                   | Thor Hushovd          | NOR                   | Cervélo TestTeam      | 118 points            |
| 2e                    | Alessandro Petacchi   | ITA                   | Lampre-Farnese        | 114 pts               |
| 3e                    | Robbie McEwen         | AUS                   | Team Katusha          | 105 pts               |
| modifier              |                       |                       |                       |                       |

### Classement du meilleur grimpeur
| Classement du meilleur grimpeur | Classement du meilleur grimpeur | Classement du meilleur grimpeur | Classement du meilleur grimpeur | Classement du meilleur grimpeur |
| ------------------------------- | ------------------------------- | ------------------------------- | ------------------------------- | ------------------------------- |
|                                 | Coureur                         | Pays                            | Équipe                          | Point(s)                        |
| 1er                             | Jérôme Pineau                   | FRA                             | Quick Step                      | 13 points                       |
| 2e                              | Mathieu Perget                  | FRA                             | Caisse d'Épargne                | 12 pts                          |
| 3e                              | Sylvain Chavanel                | FRA                             | Quick Step                      | 8 pts                           |
| modifier                        |                                 |                                 |                                 |                                 |

### Classement du meilleur jeune
| Classement général du meilleur jeune | Classement général du meilleur jeune | Classement général du meilleur jeune | Classement général du meilleur jeune | Classement général du meilleur jeune |
|                                      | Coureur                              | Pays                                 | Équipe                               | Temps                                |
| ------------------------------------ | ------------------------------------ | ------------------------------------ | ------------------------------------ | ------------------------------------ |
| 1er                                  | Geraint Thomas                       | GBR                                  | Team Sky                             | en 28 h 37 min 50 s                  |
| 2e                                   | Andy Schleck                         | LUX                                  | Team Saxo Bank                       | + 49 s                               |
| 3e                                   | Roman Kreuziger                      | CZE                                  | Liquigas-Doimo                       | + 2 min 4 s                          |
| modifier                             |                                      |                                      |                                      |                                      |

### Classement par équipes
| Classement par équipes | Classement par équipes | Classement par équipes | Classement par équipes |
|                        | Équipe                 | Pays                   | Temps                  |
| ---------------------- | ---------------------- | ---------------------- | ---------------------- |
| 1re                    | Team Saxo Bank         | Danemark               | en 85 h 56 min 25 s    |
| 2e                     | Garmin-Transitions     | États-Unis             | + 5 s                  |
| 3e                     | Team Sky               | Royaume-Uni            | + 19 s                 |
| modifier               |                        |                        |                        |

## Abandon
Aucun abandon.